# 埃斯林 (密蘇里州)
埃斯林（英語：Ethlyn）是位於美國密蘇里州林肯縣的非建制地區。

## 歷史
埃斯林的郵局於1904年設立，其後於1957年停運。

## 地理
埃斯林所處的海拔為高於海平面152米（即499英呎），而該地所採用的時區為UTC-6，即北美中部時區（CST）。同時該地設有夏令時間，為UTC-6調快一小時，即UTC-5（CDT）。